# Südalinn
Südalinn is een subdistrict of wijk (Estisch: asum) binnen het stadsdistrict Kesklinn in Tallinn, de hoofdstad van Estland. De naam betekent ‘stadshart’. De wijk ligt inderdaad centraal binnen Tallinn, vlak naast Vanalinn, de historische binnenstad. De wijk telde 169 inwoners op 1 januari 2020.

## Bebouwing van de wijk

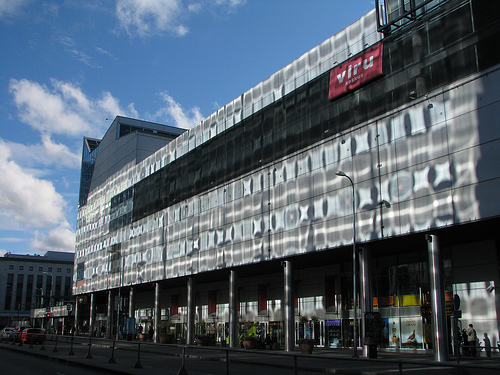
Het winkelcentrum Viru Keskus

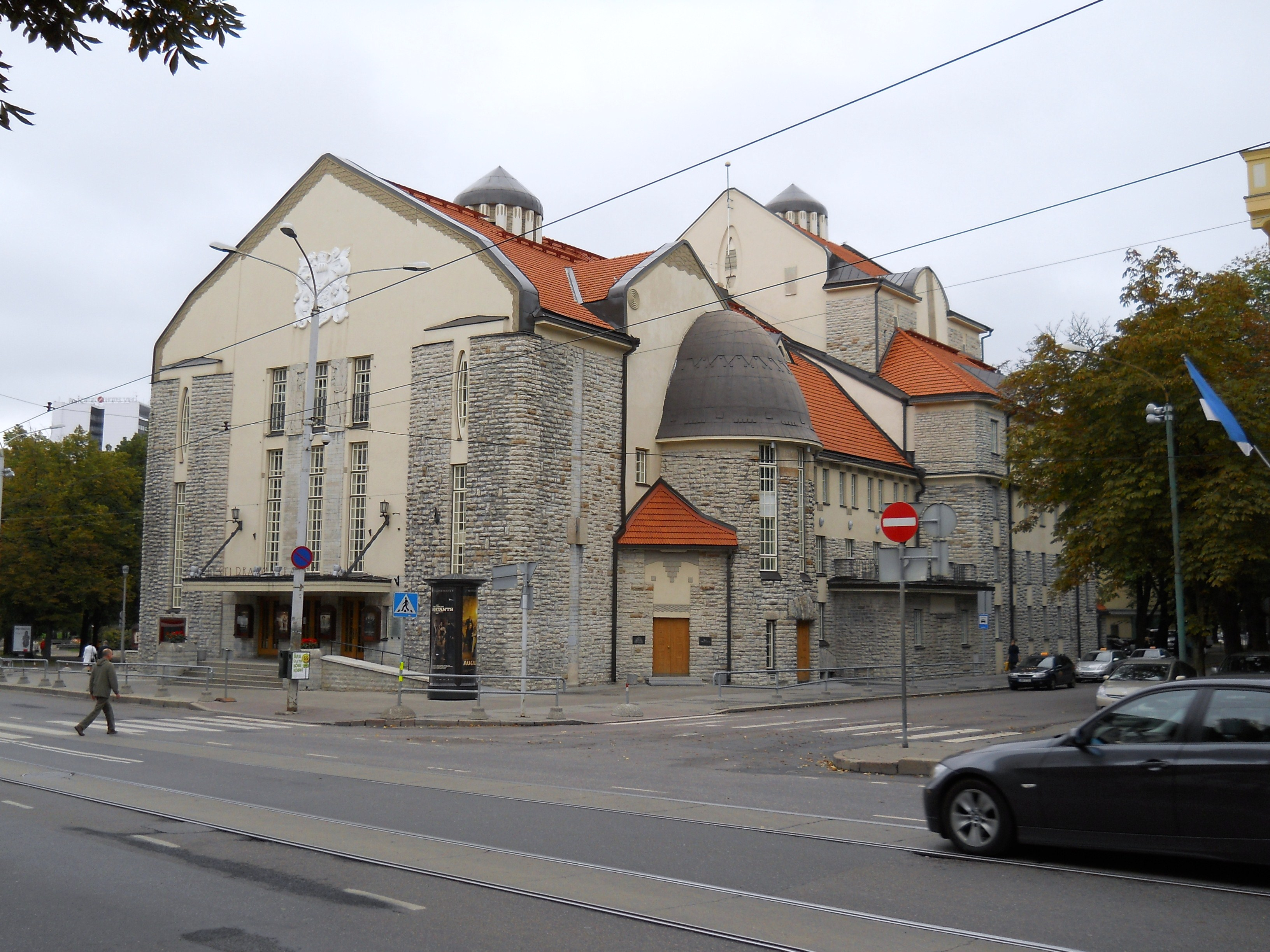
Het Eesti Draamateater

In Südalinn staan nauwelijks woonhuizen (de wijk heeft maar 169 inwoners), maar veel grote bouwwerken, die allemaal uit de 20e en 21e eeuw dateren:
- Het Sokos Hotel Viru staat tegenover de Virupoort aan de rand van de binnenstad. Het hotel is in de jaren 1969-1972 gebouwd door Finnen. Tot 1980 was het hotel het enige in Tallinn dat voldeed aan internationale standaarden. Hier werden dan ook de meeste bezoekers uit de ‘kapitalistische’ landen ondergebracht. In 1994, drie jaar nadat Estland zijn onafhankelijkheid had hersteld, werd op de 23e verdieping van het hotel een geheime kamer gevonden die door de KGB was gebruikt als afluistercentrum. Zestig van de ca. vijfhonderd kamers waren voorzien van afluisterapparatuur. Het afluistercentrum is nu een klein museum.[2]
- In de jaren 2002-2004 werd tegen het Sokos Hotel Viru aan het winkelcentrum Viru Keskus gebouwd. Het heeft een oppervlakte van 30.000 m² en 109 winkels. Verder zijn er cafés, restaurants, een sportcentrum en een bioscoop.
- In 2009 werd op de plaats waar vroeger het congrescentrum Sakala stond, een tweede winkelcentrum met de naam Solaris geopend. Het complex heeft ook een concertzaal en een bioscoop.
- Ook het warenhuis Tallinna Kaubamaja bevindt zich in deze wijk. Het is gebouwd in de jaren zestig van de 20e eeuw en was jarenlang het enige warenhuis in Tallinn.
- De Nationale Opera Estonia opende zijn deuren in 1913. Bij een Sovjetbombardement op Tallinn tijdens de Tweede Wereldoorlog op 9 maart 1944 werd het gebouw vrijwel met de grond gelijk gemaakt. Na de oorlog werd het in snel tempo herbouwd, grotendeels in de oorspronkelijke jugendstil. Tot 1949 werd het operagebouw ook gebruikt voor toneelproducties, sinds dat jaar worden er uitsluitend nog muziekuitvoeringen gegeven.
- De wijk heeft ook een schouwburg: het Eesti Draamateater. Het gebouw dateert uit 1910.
- In Südalinn staat het hoofdkantoor van de Estische Bank (Estisch: Eesti Pank), de centrale bank van Estland. Het gebouw dateert uit 1935.
- Het Engels College (Estisch: Tallinna Inglise Kolledž) leidt leerlingen in de middelbareschoolleeftijd op voor de universiteit, niet noodzakelijkerwijs een Estische universiteit. De lessen worden in het Engels gegeven. Estisch is wel een verplicht vak. De geschiedenis van de school gaat terug tot ver voor de Tweede Wereldoorlog, maar toen waren de voertalen Frans en Duits. Het onderwijs in de huidige vorm wordt gegeven sinds 1960. In 1996 betrok de school het huidige gebouw in Südalinn.

Verder ligt in de wijk een park, het Tammsaare park, vernoemd naar de schrijver Anton Hansen Tammsaare.

## Vervoer
De weg Pärnu maantee vormt de grens tussen Südalinn en de historische binnenstad Vanalinn. Na het Viru väljak (Viruplein) gaat de Pärnu maantee verder als Narva maantee. Het begin van de Narva maantee vormt de grens tussen Südalinn en de wijk Sadama. Over de Pärnu maantee rijden de tramlijnen 3 en 4, over de Narva maantee ook de andere twee tramlijnen die Tallinn rijk is: 1 en 2.
Bij Kaubamaja bevindt zich het eindpunt van twee trolleylijnen: lijn 1 en lijn 3, beide uit Mustamäe. Daarnaast wordt de wijk ook bediend door bussen.
Bij Viru Keskus ligt een groot ondergronds busstation.